# My Name Is
"My Name is" er en sang af Eminem, udgivet i 1999. Det er den kommercielle debut og anden single fra hans store label debutalbum, The Slim Shady LP.
Produceren på albummet, Dr. Dre ønskede at bruge et sample af Labi Siffre's "I Got the ..." som rytmespor, som er afsløret i ærmenoterne på den re-masterede CD af kildealbum, Remember My Song, Siffre, som er åbent homoseksuel, udtalte: "attacking two of the usual scapegoats, women and gays, is lazy writing. If you want to do battle, attack the aggressors not the victims. " Eminem foretog tekstændringer og Siffre ryddede samplen.
"My Name Is" blev præsenteret på Eminems opsamlingsalbum fra 2005, Curtain Call: The Hits.

## Hitlister
| Hitliste (1999)                                 | Højeste placering |
| ----------------------------------------------- | ----------------- |
| Australien                                      | 13                |
| Belgien (Flandern)                              | 33                |
| Canada                                          | 38                |
| Frankrig                                        | 68                |
| Holland                                         | 17                |
| Irland                                          | 4                 |
| New Zealand                                     | 4                 |
| Norge                                           | 8                 |
| Schweiz                                         | 29                |
| Storbritannien                                  | 2                 |
| Sverige                                         | 16                |
| U.S. Billboard Hot 100                          | 36                |
| U.S. Billboard Hot Modern Rock Tracks           | 37                |
| U.S. Billboard Hot R&B/Hip-Hop Singles & Tracks | 18                |
| U.S. Billboard Hot Rap Singles                  | 10                |
| Østrig                                          | 24                |

| Musik | Spire Denne musikartikel er en spire som bør udbygges. Du er velkommen til at hjælpe Wikipedia ved at udvide den. |